# South Stack
South Stack - skalista wyspa położona na zachód od Holy Island. W odległości około 5-6 km od wejścia do portu Holyhead w hrabstwie Anglesey w Walii. W najwyższym miejscu wznosi się na 41 metrów n.p.m.
Na wyspie znajduje się rezerwat przyrody The Royal Society for the Protection of Bird (RSPB) South Stack Cliffs Nature Reserve. Jest stanowiskiem m.in. maskonura zwyczajnego, wrończyka, mewy trójpalczastej, nurzyka zwyczajnego, fulmara zwyczajnego.
W 1809 roku została zbudowana latarnia morska South Stack.
Aby dostać się na wyspę trzeba  pokonać ponad 20 metrową przepaść pomiędzy klifami Holy Island a South Stack. W 1828 roku zbudowano stalowy most o szerokości 1,5 metra, który w 1964 roku został zastąpiony przez zabudowany most aluminiowy.